# Ґвілим П'ю
Капітан Ґвілим П'ю (англ. Gwilym Puw), також відомий як Вільям П'ю (англ. William Pugh; 1618 — 1689) — валлійський католицький і кавалерський поет, перекладач, офіцер-рояліст з видатної родини Рекусантів з півострова Креддін на півночі Уельсу.

## Кар'єра
Ґвілим П'ю — плідний автор віршів валлійською мовою, переважно релігійної тематики, на захист католицької віри. Перекладав католицькі літургійні твори з церковної латини валлійською.
У 1648 році П'ю склав валлійську поему , в якій вірність королю Карлу I поєднується з відданістю Римсько-католицькій церкві. Поема починається зі слів, що політичне зло, яке вразило Британію, є божою карою за відмову від «істинної релігії». Люди були набагато щасливішими, продовжує він, коли панувала «стара віра». Але настає кращий час. Англійські круглоголові будуть розбиті нищівною поразкою, а король повернеться «під золотим покривалом». Меса співається ще раз, і єпископ піднімає гостину. Тут ми, очевидно, маємо містичний натяк на Короля Королів на Його троні в скинії, це тема, яка лежить в основі всієї поеми.